# Pro Pinball: Big Race USA
Pro Pinball: Big Race USA es un videojuego de acción desarrollado por Cunning Developments, publicado por Empire Interactive y distribuido por Take-Two Interactive para Microsoft Windows, PlayStation y Mac OS. Es el tercer juego de la serie Pro Pinball, y tiene como tema viajar por los Estados Unidos en un automóvil, similar a la mesa física de Williams Red & Ted's Road Show.

## Jugabilidad
La mesa incluida en este juego de pinball tiene un tema de taxi adjunto. Mientras se golpea la pelota por la pantalla, se puede recoger pasajeros, conducir por Estados Unidos y obtener puntos de bonificación a través de minijuegos, todos relacionados con la conducción de taxis. Incluso la pantalla de matriz de puntos tiene voz y voto en la acción, donde debes chocar contra tantos autos como sea posible mientras se lleva al pasajero a su destino, todo en nombre de los puntos, por supuesto.
Se destaca por tener muchas más funciones de "simulación" que su predecesor Pro Pinball: Timeshock!, como la capacidad de configurar el ángulo de la mesa, la fuerza de las aletas y qué tan "desgastada" debe aparecer la mesa. . También presenta una configuración de nivel de habilidad, tal vez en respuesta a la dificultad de Pro Pinball: Timeshock!. También tiene características gráficas mejoradas que incluyen una textura sutil en la pelota (para que puedas ver cómo gira) y desenfoque de movimiento.

## Recepción
| Críticas Publicación Calificación PS PC AllGame [ 2 ] [ 3 ] Computer Gaming World N/A [ 4 ] Famitsu 22/40 [ 5 ] N/A Game Revolution C+ [ 6 ] N/A GameSpot 6.8/10 [ 7 ] 8.7/10 [ 8 ] Hyper Magazine N/A 79/100 [ 9 ] IGN 4.8/10 [ 10 ] 7.4/10 [ 1 ] Official PlayStation Magazine (EEUU) [ 11 ] N/A PC Gamer EEUU N/A 88% [ 12 ] PC Zone N/A 83% [ 13 ] PlayStation Magazine [ 14 ] N/A The Cincinnati Enquirer N/A [ 15 ] Playstation Plus 89% [ 16 ] N/A Puntuaciones de reseñas GameRankings 71% [ 17 ] 79% [ 18 ] Metacritic 69/100 [ 19 ] N/A |              |              |
| Críticas |              |              |
| Publicación | Calificación | Calificación |
| Publicación | PS           | PC           |
| AllGame | [ 2 ]        | [ 3 ]        |
| Computer Gaming World | N/A          | [ 4 ]        |
| Famitsu | 22/40        | N/A          |
| Game Revolution | C+           | N/A          |
| GameSpot | 6.8/10       | 8.7/10       |
| Hyper Magazine | N/A          | 79/100       |
| IGN | 4.8/10       | 7.4/10       |
| Official PlayStation Magazine (EEUU) | [ 11 ]       | N/A          |
| PC Gamer EEUU | N/A          | 88%          |
| PC Zone | N/A          | 83%          |
| PlayStation Magazine | [ 14 ]       | N/A          |
| The Cincinnati Enquirer | N/A          | [ 15 ]       |
| Playstation Plus | 89%          | N/A          |
| Puntuaciones de reseñas |              |              |
| GameRankings | 71%          | 79%          |
| Metacritic | 69/100       | N/A          |

La versión de PlayStation recibió críticas "promedio" según el sitio web agregación de reseñas Metacritic. En Japón, donde Syscom portó y publicó la misma versión de consola como parte de la World Greatest Hits Series el 13 de junio de 2002, Famitsu le dio una puntuación de 22 sobre 40.
La versión para PC recibió el "Premio especial" por "Quick-Fix Gaming" de Computer Gaming World en 1999. Los editores escribieron que "estableció un nuevo estándar en el pinball para PC" y "resultó increíblemente adictivo, bien podría haber sido enviado con un juego de ganchos craneales para carne".